# 根津公子
根津 公子（ねづ きみこ、1950年 - ）は、日本の中学校の元家庭科教諭、後の特別支援学校に移動。
日の丸、君が代、慰安婦、ジェンダーフリー教育など思想面で東京都教育委員会と対立し、複数の懲戒処分を受けた人物として知られる。

## 経歴
神奈川県で出生した。東京都内の短期大学在学中に、ふと本屋で手にして読んだ日本と朝鮮の現代史の本にて衝撃を受け、正しい歴史事実を伝えたいと子どもたちが社会の問題と触れ合う話もできる家庭科の教員を志した。
2009年現在までに10回を超える懲戒処分を受けていることで知られる。
2006年に第18回多田謡子反権力人権賞を受賞。
根津は、君が代斉唱を拒否している佐藤美和子や土肥信雄とともに、中東ジャーナリストの土井敏邦が制作したドキュメンタリー映画『私を生きる』に出演した。

## 処分歴
- 1994年3月、八王子市立石川中学校の卒業式で、掲揚されていた国旗を降ろして、減給1ヶ月処分[7]。
- 1995年3月、八王子市立石川中学校の学級通信で国旗掲揚を非難したため、訓告処分。
- 1999年3月、八王子市立石川中学校の家庭科の授業で、国旗及び国歌に関する法律はオウム真理教のマインドコントロールと同じであるというプリントを配布し、校長の学校運営を批判したことにより、訓告処分。（この処分に対しては、2001年に「教育行政の教育現場への不当介入」として訴訟を起こすが、2004年5月に敗訴[8]）
- 2000年2月、多摩市立多摩中学校の家庭科の授業で従軍慰安婦やジェンダーフリーをテーマに授業を行い、校長の職務命令に従わなかったため、減給処分[9]。（この処分を不服とし、2004年に訴訟を起こすが一審二審共に敗訴している[10][11]。）
- 2003年3月、調布市立調布中学校に異動。通勤時間が往復で4時間かかる勤務地への配属は不当として、2004年に訴訟を起こす。
- 2005年3月、立川市立立川第二中学校の卒業式で、国歌斉唱の際に起立を拒否したため、減給10%・6ヶ月[12]。
- 2005年4月、立川市立立川第二中学校の入学式で、国歌斉唱の際に起立を拒否したため、停職1ヶ月・ボーナス0[13] 。
- 2005年12月、大阪府大阪市の『すわって示そう戦争反対！12・23』で講演[14]
- 2006年3月、立川市立立川第二中学校の卒業式で、国歌斉唱の際に起立を拒否したため、停職3か月[15]。（この処分を不服として訴訟を起こすが、2009年3月に棄却される[16]）
- 2006年4月、『4．25改憲と共謀罪に反対する集い』で講演
- 2006年12月、多田謡子反権力人権賞を受賞[17]。
- 2007年3月、町田市立鶴川第二中学校の卒業式で、国歌斉唱の際に起立を拒否したため、停職6ヶ月。[18]
- 2008年3月、東京都立南大沢学園養護学校の卒業式で国歌斉唱を拒否したことにより、停職6ヶ月[4]。
- 2008年4月、東京都立あきる野学園に異動[19]。
- 2009年3月、東京都立あきる野学園の卒業式で、君が代不起立により停職3ヶ月[5]。
- 2010年3月、中東ジャーナリストの土井敏邦が制作した君が代斉唱を拒否する教師を称賛するドキュメンタリー映画である『私を生きる』に佐藤美和子や土肥信雄とともに出演[20]。

## 著書

### 単書
- 『希望は生徒―家庭科の先生と日の丸・君が代』影書房、2007年。ISBN 978-4877143770。
- 『増補新版 希望は生徒―家庭科の先生と日の丸・君が代』影書房、2013年。ISBN 978-4877144333。

### 共編著
- （編・学校に対する君が代斉唱、日の丸掲揚の強制を憂慮する会）『学校に思想・良心の自由を――君が代不起立、運動・歴史・思想』影書房、2016年。ISBN 978-4877144661。